# Mario R. Lackner
Mario Reinhard Lackner (* 27. Dezember 1978 in Steyr) ist ein österreichischer Schriftsteller, Aktivist und Politikberater.

## Leben
Lackner wuchs als Sohn eines praktischen Arztes und einer gelernten Friseurin in Enns, Oberösterreich auf. 1998 maturierte er an der Höher Bildenden Bundeslehranstalt für wirtschaftliche Berufe mit dem Schwerpunkt Kultur- und Kongressmanagement. 2010 schloss er mit einer Diplomarbeit über Menschenrechte in Österreichs Ostzusammenarbeit mit Bosnien und Herzegowina sein fünfjähriges Studium am Institut für Internationale Entwicklung an der Universität Wien und der Erasmus Universiteit Rotterdam ab. Er ist diplomierter Sexualpädagoge / -berater.
Zwischen 2002 und 2012 arbeitete er hauptberuflich als Sexualpädagoge unter anderem für das österreichische Unterrichtsministerium, die Länder Oberösterreich und Niederösterreich, sowie für das Rote Kreuz. Insbesondere besuchte er Schulen und Jugendzentren im Rahmen des Aufklärungsprojektes Lovetour. Er ist Mitglied bei Österreichische Gesellschaft für Sexualwissenschaften, war 2011 in die Gründung des österreichischen Netzwerks Sexualpädagogik involviert und 2015 war er als Experte für Sexuelle Bildung an der Ausarbeitung des Nationalen Aktionsplans der Republik Österreich zum Thema Frauengesundheit beteiligt.
Von 2001 bis 2016 war Lackner Organisator und Moderator der Song-Contest- und Talenteshow-Parodie Träsh Contest in Linz und Wien, bei dem er auch 2017 mitwirkte und die seit 2018 von den Wiener Volkshochschulen veranstaltet wird.
Politisch aktiv wurde Lackner 2002 (als parteifreier Nationalratswahlkandidat für das Liberale Forum) und 2013 bei der niederösterreichischen Landtagswahl (wiederum parteifrei auf der Liste „Frank“), wobei die FPÖ aus der Landesregierung verdrängt wurde. Danach leitete er die Nationalratswahlkampagne von Efgani Dönmez (dieser bekam in Oberösterreich auf der Liste der Grünen die zweitmeisten Vorzugsstimmen) und startete die Umweltschutzinitiative Unser Waldviertel schützen. 2014 beendete er mit Beitritt zur SPÖ seine persönliche Parteiunabhängigkeit, war 2015 ehrenamtlich als Moderator im Parteiprogramm-Reformprozess aktiv und optimierte die Online-PR des Mitgliedes des Europäischen Parlaments und Vizepräsidenten der Progressiven Allianz der Sozialdemokraten Josef Weidenholzer. Außerdem war Mario Lackner 2016 Teil des Unterstützungskomitees zur Wahl von Alexander Van der Bellen zum neuen Bundespräsidenten der Republik Österreich, unterstützte 2017 und 2019 die Nationalratswahl-Vorzugsstimmenkampagnen von Julia Herr und Robert Laimer und beriet Astrid Rompolt in ihrer Wiener Gemeinderatswahlkampagne 2020.
Nach seiner Arbeit als Karrierecoach und Lebens- / Sozialberater beim Berufsförderungsinstitut Niederösterreich von 2014 bis 2015 leitete Lackner 2016 ein neues Flüchtlingsheim der Volkshilfe Wien, bevor er 2017 zu den Wiener Volkshochschulen wechselte, wo er das Kursprogramm der VHS Landstraße, seit September 2022 großteils auch das der Urania (Wien) organisiert. Gemeinsam mit Doris Zametzer verankerte er dort einen im deutschsprachigen Erwachsenenbildungsbereich einzigartigen „Themenschwerpunkt Sexualität“, initiierte mit Zametzer 2021/24 die neuen Vortragsreihen „Junge Wissenschaft“ und „Urania im Dialog“, 2022 den Märchenmarathon (ab 2024 als Märchenweltreise) und kuratierte 2020 und 2022 mit Martin Beischl anlässlich 70 Jahre Europäische Rundfunkunion die Liedtext-Ausstellungen Poesie, 12 Points! und Amore, 12 Points! Darüber hinaus ist er seit 2020 Kurator zahlreicher Ausstellungen in der VHS Landstraße, wobei "Life Along The Danube" in Kooperation mit dem Institut für den Donauraum und Mitteleuropa (IDM) 2022 zusätzlich auch noch zwei Mal 2023 in Bulgarien (Ruse und Sofia) gezeigt wurde.
Lackner schrieb die kapitalismuskritische Märchen-Romantrilogie Asta im Winterwald (2011), Asta in den Sommerbergen (2013), Asta und das Licht der Welt (2014) und Sachbücher über den Eurovision Song Contest (ESC). Er ist Co-Autor eines Buches über Conchita Wursts Erfolg beim ESC 2014, das sich auch Österreich beim Eurovision Song Contest widmet. 2015 veröffentlichte er gemeinsam mit dem deutschen Blogger Oliver Rau mit Friede, Freude, Quotenbringer #60JahreSongcontest das bis dato größte Buch über den europäischen Liederwettbewerb, zu dem 2016 ein Ergänzungsband unter dem Namen So gewinnt man den ESC! erschien. Lesungen aus seinen Werken führten ihn bereits durch viele Länder Europas, unter anderem Deutschland, Belgien, Kroatien, Tschechien und Österreich. 2011 war er Mittexter des Songs Fire, mit dem sich Sankil Jones um eine Teilnahme am Eurovision Song Contest 2012 bewarb. 2023 gewann er für seinen Text Die Jelinek bleibt zuhause den Gedichte-Sonderpreis beim Penzinger Literaturwettbewerb.
Seit 2018 hat er unter seinem Künstlernamen Mario Môrea öffentliche Auftritte, belegte als Teil des Duos Elisario beim FanVision Contest 2023 in Prag den 5. Platz und arbeitet an seinem Musikalbum Scriptless Christmas.

## Werke (Auswahl)
- Mario R. Lackner, Oliver Rau: Friede, Freude, Quotenbringer #60JahreSongcontest. Edition Innsalz, 2015, ISBN 978-3-902981-57-8.